# Moularès (Tunisie)
Pour les articles homonymes, voir Moularès.
Moularès, transcription française de Oum El Araies (arabe : أم العرائس), est une ville du sud-ouest de la Tunisie située à une cinquantaine de kilomètres de Gafsa, à proximité immédiate de la frontière tuniso-algérienne dont elle est séparée par le petit massif montagneux du Djebel Mrata (948 mètres).
Rattachée au gouvernorat de Gafsa, elle constitue une municipalité comptant 21 431 habitants en 2014 et se trouve être le chef-lieu d'une délégation du même nom comptant 34 070 habitants en 2006.
L'économie de la ville est dominée par l'exploitation des phosphates depuis le début du XXe siècle. Une ligne ferroviaire y est construite pour l'évacuation du minerai vers Sfax afin qu'il soit transformé et exporté.

## Personnalités
- Amar Saadani (1950- ), homme politique algérien né à Moularès.